# 장이닝
장이닝(중국어 간체자: 张怡宁, 1981년 10월 5일 ~ )은 중화인민공화국의 탁구 선수이다.

## 탁구 랭킹
2008년 7월의 기준으로 장이닝은 ITTF 랭킹으로 여자 복식과 여자 단식에서 랭킹 1위였다. 장이닝은 세계에서 여자 탁구에서 랭킹 1위였는데, 곧 장이닝은 궈옌에게 랭킹 1위를 빼앗겼다.

## 올림픽 기록

### 2004년 하계 올림픽
장이닝은 2004년 아테네 올림픽에서 단식과 복식, 두 경기를 모두 이겼다. 복식에서는 그녀의 파트너 왕난과 함께 금메달을 목에 걸었으며 단식에서는 결승전에서 조선민주주의인민공화국의 김향미를 4:0으로 완파함으로써 금메달을 목에 걸었다.

#### 2004년 하계 올림픽 여자 단식 결과
| 토너먼트 | 결과 | 상대팀                 | 상대          | 점수 | 세부 점수 | 세부 점수 | 세부 점수 | 세부 점수 | 세부 점수 | 세부 점수 | 세부 점수 |      |
| 128강전  | 통과 | 통과                   | 통과          | 통과 | 통과      | 통과      | 통과      | 통과      | 통과      | 통과      | 통과      | 통과 |
| 64강전   | 통과 | 통과                   | 통과          | 통과 | 통과      | 통과      | 통과      | 통과      | 통과      | 통과      | 통과      | 통과 |
| 32강전   | 승   | 뉴질랜드               | Chunli Li     | 4:0  | 11:8      | 12:10     | 11:5      | 11:7      | N/A       | N/A       | N/A       |      |
| 16강전   | 승   | 홍콩                   | Sui Fei Lau   | 4:1  | 11:5      | 11:7      | 11:3      | 9:11      | 11:5      | N/A       | N/A       |      |
| 8강전    | 승   | 크로아티아             | 타마라 보로시 | 4:0  | 12:10     | 15:13     | 13:11     | 11:3      | N/A       | N/A       | N/A       |      |
| 준결승전 | 승   | 대한민국               | 김경아        | 4:1  | 13:11     | 11:8      | 11:6      | 5:11      | 11:8      | N/A       | N/A       |      |
| 결승전   | 승   | 조선민주주의인민공화국 | 김향미        | 4:0  | 11:8      | 11:7      | 11:2      | 11:2      | N/A       | N/A       | N/A       |      |

#### 2004년 하계 올림픽 여자 복식 결과
| 토너먼트 | 결과 | 상대팀         | 상대                                        | 점수 | 세부 점수 | 세부 점수 | 세부 점수 | 세부 점수 | 세부 점수 | 세부 점수 | 세부 점수 |      |
| 128강전  | 통과 | 통과           | 통과                                        | 통과 | 통과      | 통과      | 통과      | 통과      | 통과      | 통과      | 통과      | 통과 |
| 64강전   | 통과 | 통과           | 통과                                        | 통과 | 통과      | 통과      | 통과      | 통과      | 통과      | 통과      | 통과      | 통과 |
| 32강전   | 통과 | 통과           | 통과                                        | 통과 | 통과      | 통과      | 통과      | 통과      | 통과      | 통과      | 통과      | 통과 |
| 16강전   | 승   | 이탈리아       | Nikoleta Stefanova & Wenling Tan Monfardini | 4:0  | 11:6      | 11:3      | 12:10     | 14:12     | N/A       | N/A       | N/A       |      |
| 8강전    | 승   | 홍콩           | Ah Sim Song & Yana Tie                      | 4:2  | 11:4      | 3:11      | 11:13     | 11:8      | 12:10     | 11:8      | N/A       |      |
| 준결승전 | 승   | 중화인민공화국 | 궈옌 & Jianfeng Niu                         | 4:2  | 11:7      | 13:11     | 9:11      | 13:11     | 6:11      | 13:11     | N/A       |      |
| 결승전   | 승   | 대한민국       | 이은실 & 석은미                             | 4:0  | 11:9      | 11:-7     | 11:6      | 11:6      | N/A       | N/A       | N/A       |      |

### 2008년 하계 올림픽
베이징 올림픽 개막식에서 그녀는 다른 경쟁자를 대신하여 올림픽 선서를 하였다. 그리고 올림픽 단식, 복식에서 각각 금메달을 따 세계를 놀라게 하였다.

#### 2008년 하계 올림픽 여자 단식 결과
| 토너먼트 | 결과 | 상대팀   | 상대                | 점수 | 세부 점수 | 세부 점수 | 세부 점수 | 세부 점수 | 세부 점수 | 세부 점수 | 세부 점수 |      |
| 128강전  | 통과 | 통과     | 통과                | 통과 | 통과      | 통과      | 통과      | 통과      | 통과      | 통과      | 통과      | 통과 |
| 64강전   | 통과 | 통과     | 통과                | 통과 | 통과      | 통과      | 통과      | 통과      | 통과      | 통과      | 통과      | 통과 |
| 32강전   | 승   | 벨라루스 | 빅토리아 파블로비치 | 4:0  | 11:7      | 11:2      | 11:7      | 11:5      |           |           |           |      |
| 16강전   | 승   | 일본     | 후쿠하라 아이       | 4:1  | 11:5      | 11:2      | 11:5      | 9:11      | 11:8      |           |           |      |
| 8강전    | 승   | 싱가포르 | 펑톈웨이            | 4:1  | 13:11     | 12:14     | 14:12     | 12:10     | 13:11     |           |           |      |
| 준결승전 | 승   | 싱가포르 | 리자웨이            | 4::1 | 9-1       | 11:8      | 12:10     | 11:8      | 11:5      |           |           |      |
| 결승전   | 승   | 중국     | 왕난                | 4:1  | 8:11      | 13:11     | 11:8      | 11:8      | 11:3      |           |           |      |

## 같이 보기
- 올림픽 다관왕 목록